# 尤里別伊河 (拜達拉塔灣流域)
尤里別伊河是俄羅斯的河流，由亞馬爾-涅涅茨自治區負責管轄，位於亞馬爾半島，河道全長340公里，流域面積9,740平方公里，河水主要來自融雪，最終注入拜達拉塔灣，每年十月至翌年六月結冰。